# Eupithecia microleuca
Eupithecia microleuca là một loài bướm đêm trong họ Geometridae.